# 小沢友誉
小沢 友誉（おざわ ともよ、1942年5月28日 - ）は、日本の元声優。東京都出身。旧名：小沢 かおる。

## 人物
文芸ぷろだくしょん附属俳優養成所、東京アナウンスアカデミー（現：東京アナウンス・声優アカデミー）卒業。
かつては俳優企画、東京俳優生活協同組合に所属していた。
声種はメゾソプラノ。

## 出演作品

### テレビアニメ
出演時期不明
- サザエさん

1970年
- あしたのジョー（1970年 - 1971年、林紀子[7]）

1971年
- さすらいの太陽

1972年
- アストロガンガー（早川りえ）

1973年
- ミラクル少女リミットちゃん（石橋綾子）

1974年
- エースをねらえ!

1975年
- アンデス少年ペペロの冒険（子供B）
- みつばちマーヤの冒険（モニカ）

1978年
- 家なき子
- ペリーヌ物語（子供 他）
- 星の王子さま プチ・プランス（1978年 - 1979年、ピッチ、アンヌ）
- まんが日本絵巻（菅原道真）

1979年
- 野球狂の詩（君江）

1980年
- トム・ソーヤーの冒険（メアリー）

1988年
- シティーハンター2（友佳）

### テレビドラマ
- 冬物語 第21話「朝の光に別れを」（1973年4月2日、TBS） - ホテルの女中
- ありがとう 第3シリーズ 第5話（1973年5月24日、TBS） - 八百一の客
- 風の中のあいつ 第9話「勝蔵故郷に帰る」（1973年12月2日、TBS）

### 特撮
1969年
- 怪奇大作戦（社内アナウンスの声）

1973年
- 仮面ライダーV3

1975年
- ウルトラマンレオ（高層ビルのアナウンスの声）

### その他
- NHK地球サミット（ボイスオーバー）
- 驚きももの木20世紀（ボイスオーバー）
- 日立 世界・ふしぎ発見!（ボイスオーバー）
- なんなんなあに（キクちゃん〈2代目〉）
- ニュースステーション（ナレーション）
- NNNニュースプラス1（ボイスオーバー）